# Схема Горнера
Схе́ма Го́рнера (или правило Горнера, метод Горнера, метод Руффини — Горнера) — алгоритм вычисления значения многочлена, записанного в виде суммы мономов (одночленов), при заданном значении переменной. Метод Горнера позволяет найти корни многочлена, а также вычислить производные полинома в заданной точке. Схема Горнера также является простым алгоритмом для деления многочлена на бином вида {\displaystyle x-c}. Метод назван в честь Уильяма Джорджа Горнера, однако Паоло Руффини опередил Горнера на 15 лет, а китайцам этот способ был известен еще в XIII веке.

## Описание алгоритма
Задан многочлен
{\displaystyle P(x)=a_{0}+a_{1}x+a_{2}x^{2}+a_{3}x^{3}+\ldots +a_{n}x^{n},\quad a_{i}\in \mathbb {R} .}
Пусть требуется вычислить значение данного многочлена при фиксированном значении {\displaystyle x=x_{0}}. Представим многочлен {\displaystyle P(x)} в следующем виде:
{\displaystyle P(x)=a_{0}+x(a_{1}+x(a_{2}+\cdots x(a_{n-1}+a_{n}x)\dots )).}
Определим следующую последовательность:
{\displaystyle b_{n}=a_{n},}
{\displaystyle b_{n-1}=a_{n-1}+b_{n}x_{0},}
…
{\displaystyle b_{i}=a_{i}+b_{i+1}x_{0},}
…
{\displaystyle b_{0}=a_{0}+b_{1}x_{0}.}
Искомое значение {\displaystyle P(x_{0})} есть {\displaystyle b_{0}}. Покажем, что это так.
В полученную форму записи {\displaystyle P(x)} подставим {\displaystyle x=x_{0}} и будем вычислять значение выражения, начиная с внутренних скобок. Для этого будем заменять подвыражения через {\displaystyle b_{i}}:
{\displaystyle {\begin{aligned}P(x_{0})&=a_{0}+x_{0}(a_{1}+x_{0}(a_{2}+\cdots x_{0}(a_{n-1}+a_{n}x_{0})\dots ))=\\&=a_{0}+x_{0}(a_{1}+x_{0}(a_{2}+\cdots x_{0}b_{n-1}\dots ))=\\&~~\vdots \\&=a_{0}+x_{0}b_{1}=\\&=b_{0}.\end{aligned}}}

## Использование схемы Горнера для деления многочлена на бином
При делении многочлена {\displaystyle a_{0}x^{n}+a_{1}x^{n-1}+\cdots +a_{n-1}x+a_{n}} на {\displaystyle x-c} получается многочлен {\displaystyle b_{0}x^{n-1}+b_{1}x^{n-2}+\cdots +b_{n-2}x+b_{n-1}} с остатком {\displaystyle b_{n}} (см. теорема Безу).
При этом коэффициенты результирующего многочлена удовлетворяют рекуррентным соотношениям
{\displaystyle b_{0}=a_{0},\quad b_{k}=a_{k}+cb_{k-1}.}
Таким же образом можно определить кратность корней (использовать схему Горнера для нового полинома).
Также схему можно использовать для нахождения коэффициентов при разложении полинома по степеням {\displaystyle (x-c)}:
{\displaystyle P(x)=b_{n}+b_{n-1}(x-c)+b_{n-2}(x-c)^{2}+\cdots +b_{0}(x-c)^{n}.}
Схема Горнера может использоваться для нахождения производных многочлена:
{\displaystyle P^{(k)}(c)=k!b_{n-k}.}

## Примеры использования
Рассчитать {\displaystyle f(x)=2x^{3}-6x^{2}+2x-1} для {\displaystyle x=3.}
Используем синтетическое деление:
```
 
x
₀│   
x
³    
x
²    
x
¹    
x
⁰
 3 │   2    −6     2    −1
   │         6     0     6
   └────────────────────────
       2     0     2     5
```

Здесь в первой строке записаны значение {\displaystyle x_{0}} и коэффициенты многочлена.
Значения (по столбцам) в третьей строке соответствуют сумме значений первой и второй строки ({\displaystyle b_{n-1}=a_{n-1}+b_{n}x_{0}}), а значения второй строки произведению x на значение в третьей строке предыдущего столбца ({\displaystyle b_{n}x_{0}}).
Например, если {\displaystyle a_{3}=2,a_{2}=-6,a_{1}=2,a_{0}=-1} мы видим, что {\displaystyle b_{3}=2,b_{2}=0,b_{1}=2,b_{0}=5} — значения в третьей строке. Так синтетическое деление базируется на методе Горнера.
Разделим {\displaystyle x^{3}-6x^{2}+11x-6} на {\displaystyle x-2}:
```
 2 │   1    −6    11    −6
   │         2    −8     6
   └────────────────────────
       1    −4     3     0
```

Новый многочлен {\displaystyle x^{2}-4x+3}.
Пусть {\displaystyle f_{1}(x)=4x^{4}-6x^{3}+3x-5} и {\displaystyle f_{2}(x)=2x-1}. Разделим {\displaystyle f_{1}(x)} на {\displaystyle f_{2}\,(x)}, используя метод Горнера.
```
  2 │  4    −6    0    3   │   −5
────┼──────────────────────┼───────
  1 │        2   −2   −1   │    1
    └──────────────────────┼───────
       2    −2   −1    1   │   −4
```

Третья строка — сумма первых двух, деленная на два. Каждое значение второй строки совпадает с значением третьей строки в предыдущем столбце. Ответ на деление:
{\displaystyle {\frac {f_{1}(x)}{f_{2}(x)}}=2x^{3}-2x^{2}-x+1-{\frac {4}{2x-1}}.}

Также с помощью схемы Горнера можно вычислять значение числа в позиционной системе исчисления.